# Робін Айшер
Робін Айшер (англ. Robin Aisher, 24 січня 1934 — 26 червня 2023) — британський яхтсмен.
Бронзовий призер Олімпійських Ігор 1968 року в класі 5,5 метра.
Срібний призер Чемпіонату світу з вітрильного в класі 5,5 метра 1967 року, бронзовий призер 1966 року.